# Énigme de situation
Une énigme de situation (situation puzzle en anglais) est un jeu joué en groupe avec une personne qui pose une énigme et les autres qui essaient de la résoudre en lui posant des questions auxquelles elle ne peut répondre que par oui ou par non.
Exemple : une personne entre dans un bar et demande un verre d'eau. Le barman pointe un pistolet sur elle. La personne remercie et sort. Que s'est-il passé ?